# Gamekings
Gamekings is een televisieprogramma dat van 2002 tot 2017 werd uitgezonden. Sinds 2017 worden nieuwe video's alleen nog op gamekings.tv gepubliceerd. In het programma bespreken en beoordelen doorgewinterde gamers wekelijks diverse videogames. Het programma wordt geproduceerd door Blammo TV, onderdeel van Blammo Media. Dit bedrijf staat onder leiding van Boris van de Ven en Ruben Heere, die tevens presentatoren van Gamekings zijn. Een aantal presentatoren is ook bekend van het blad Power Unlimited.
Een aflevering van Gamekings duurde oorspronkelijk 30 minuten, maar vanaf 2005 werd de zendtijd verlengd naar 45 minuten, wat in 2011 weer werd teruggedraaid naar 25 minuten.

## Presentatoren
- Boris van de Ven
- Jan-Johan Belderok (JJ)
- Melle Broekmans
- Skate the Great (Richard Simon)
- Steven Saunders
- Jelle Kunst
- Shelly van Seventer
- Koos Mooten
- Kevin van Wonderen
- Daan van den Brink
- Huey Brown
- Shanna Zwart
- Jasper Staal

### Oud-presentatoren
De onderstaande presentatoren hebben in het verleden meegewerkt aan Gamekings:
- Dre Urhahn
- Jan Meijroos
- Simon Zijlemans
- Martin Verschoor
- Rogier Postma
- Dennis de Bruin
- Dominique van Doorn
- Nino de Vries
- Donovan Kerssenberg
- Vasco Neering
- Pascal Vugts
- David van Arragon
- Emiel Kampen

## Gamekings.tv
Het programma Gamekings kent ook een eigen website. Hierop verschijnt iedere dag minimaal één nieuwe video. De content op de site wordt speciaal voor de website gemaakt.
Op de website worden games besproken (reviews) en wordt er op games vooruitgeblikt (previews). Ook de tv-afleveringen verschijnen een week of twee nadat ze zijn uitgezonden op de website.

### Techkings
Hier bespreekt met name Vasco, vaak samen met Boris of Steven, verschillende hardware. Aanvankelijk (eind 2007) ging het alleen maar over pc-hardware, maar tegenwoordig wordt alles van complete computers en onderdelen tot USB-sticks en wake-up lights besproken. Voorheen heette deze rubriek Hardwarewoensdag. Het laatste item dat onder deze naam werd gepubliceerd was op 13 augustus 2013.

### www.Teamhww.nl
Deze website werd tot 13 augustus 2013 gebruikt voor items over verschillende hardware. het eerste item verscheen op 24 oktober 2007. De website is sinds 13 augustus 2013 niet meer in gebruik. Als gevolg hiervan worden de items op de website gamekings.tv gepubliceerd onder de naam Techkings.

### Podcast
Gamekings brengt wekelijks de podcast Nerd Culture uit, waarin onderwerpen zoals superheldenfilms, strips en anime-series besproken worden. De podcast ontvangt af en toe een gast.

## Opspraak
In 2006 was het programma in opspraak toen de christelijke Bond tegen het vloeken de lijst van televisieprogramma's waarin het meest werd gevloekt bekendmaakte. Hierin stond het programma Gamekings op de vijfde plaats.
Als maatregel waren tijdelijk alle scheldwoorden in het programma gecensureerd. Inmiddels worden de scheldwoorden in Gamekings niet meer gecensureerd.

## Verhuizing van TMF naar MTV
In november 2010 maakte VIMN Benelux (toen MTV Networks) bekend dat TMF ging verdwijnen van de analoge kabel en digitaal verdergaat. Hierdoor verhuisde Gamekings naar MTV en werd het programma 25 minuten lang in plaats van 45 minuten.

## Gamekings in België
Naar aanleiding van een brief van een fan, met de vraag waarom Gamekings niet in België wordt uitgezonden zegt Boris van de Ven (die mede de leiding heeft over het bedrijf Blammo TV dat Gamekings produceert) dat hij zal uitzoeken wat de mogelijkheden zijn. Enkele weken later kondigen ze aan dat ze ook in België op TMF zullen worden uitgezonden. Vanaf 17 september 2008 is dit het geval. Na één seizoen is Gamekings gestopt op TMF België. In 2015 verhuisde het programma in Nederland naar  Spike waardoor het ook op de Vlaamse Spike wordt uitgezonden.